# The Elvis Medley
"The Elvis Medley" es un remix de canciones de Elvis Presley arreglado y producido por David Briggs. El medley constituye el tema de apertura y el que le da el título al álbum epónima de 1982 manufacturado en formato de disco de vinilo.  Editado para el mercado en formato de disco sencillo con Always on my Mind en su cara B,  el tema ingresó en varias listas de éxitos tanto en los Estados Unidos como en otros países del mundo. 

## Temas
7" simple (RCA PB-13351, 1982)
Lado A. "The Elvis Medley" – 3:54
"Jailhouse Rock" (Jerry Leiber, Mike Stoller)
"(Let Me Be Your) Teddy Bear" (Bernie Lowe, Kal Mann)
"Hound Dog" (Jerry Leiber, Mike Stoller)
"Don't Be Cruel (to a Heart That's True)" (Elvis Presley, Otis Blackwell)
"Burning Love" (Dennis Linde)
"Suspicious Minds" (Mark James)
Lado B. "Always on My Mind" (Johnny Christopher, Mark James, Wayne Thompson) – 3:36

## Listas
| Listas (1982)                    | Posición alcanzada |
| -------------------------------- | ------------------ |
| Bélgica (Ultratop 50 Flanders)   | 30                 |
| UK Singles Chart                 | 51                 |
| US Billboard Hot 100             | 71                 |
| US Hot Country Songs (Billboard) | 31                 |

## Portada
Tanto el sencillo como el álbum de 1982 tuvieron como portada la misma imagen que se apreciaba en el álbum de estudio de 1976  From Elvis Presley Boulevard, Memphis, Tennessee donde puede verse a Elvis ataviado con un jumpsuit típico de sus presentaciones en la década de 1970 popularmente llamado "Jumpsuit Indian Feather" haciendo juego junto al cinturón decorado con una incrustación de metal con la forma de la cabeza de un jefe aborigen denominado "Chief Belt". 